# Farges-Allichamps
Farges-Allichamps ist eine französische Gemeinde mit 255 Einwohnern (Stand: 1. Januar 2022) im Département Cher in der Region Centre-Val de Loire; sie gehört zum Arrondissement Saint-Amand-Montrond und zum Kanton Saint-Amand-Montrond.

## Geographie
Farges-Allichamps liegt etwa 37 Kilometer südlich von Bourges. Der Cher begrenzt die Gemeinde im Osten. Umgeben wird Farges-Allichamps von den Nachbargemeinden Vallenay im Norden und Westen, Bruère-Allichamps im Osten und Nordosten sowie Nozières im Süden.
Durch die Gemeinde führt die Autoroute A71.

## Bevölkerungsentwicklung
| 1962                      | 1968 | 1975 | 1982 | 1990 | 1999 | 2006 | 2013 |
| ------------------------- | ---- | ---- | ---- | ---- | ---- | ---- | ---- |
| 272                       | 245  | 248  | 204  | 246  | 214  | 215  | 228  |
| Quelle: Cassini und INSEE |      |      |      |      |      |      |      |

## Sehenswürdigkeiten
- Kirche Saint-Jean
- Kommende und frühere Kapelle des Tempelritterordens
- Schloss La Brosse, ursprünglich aus dem 13. Jahrhundert,  Umbauten aus dem 19. Jahrhundert, Monument historique seit 2000

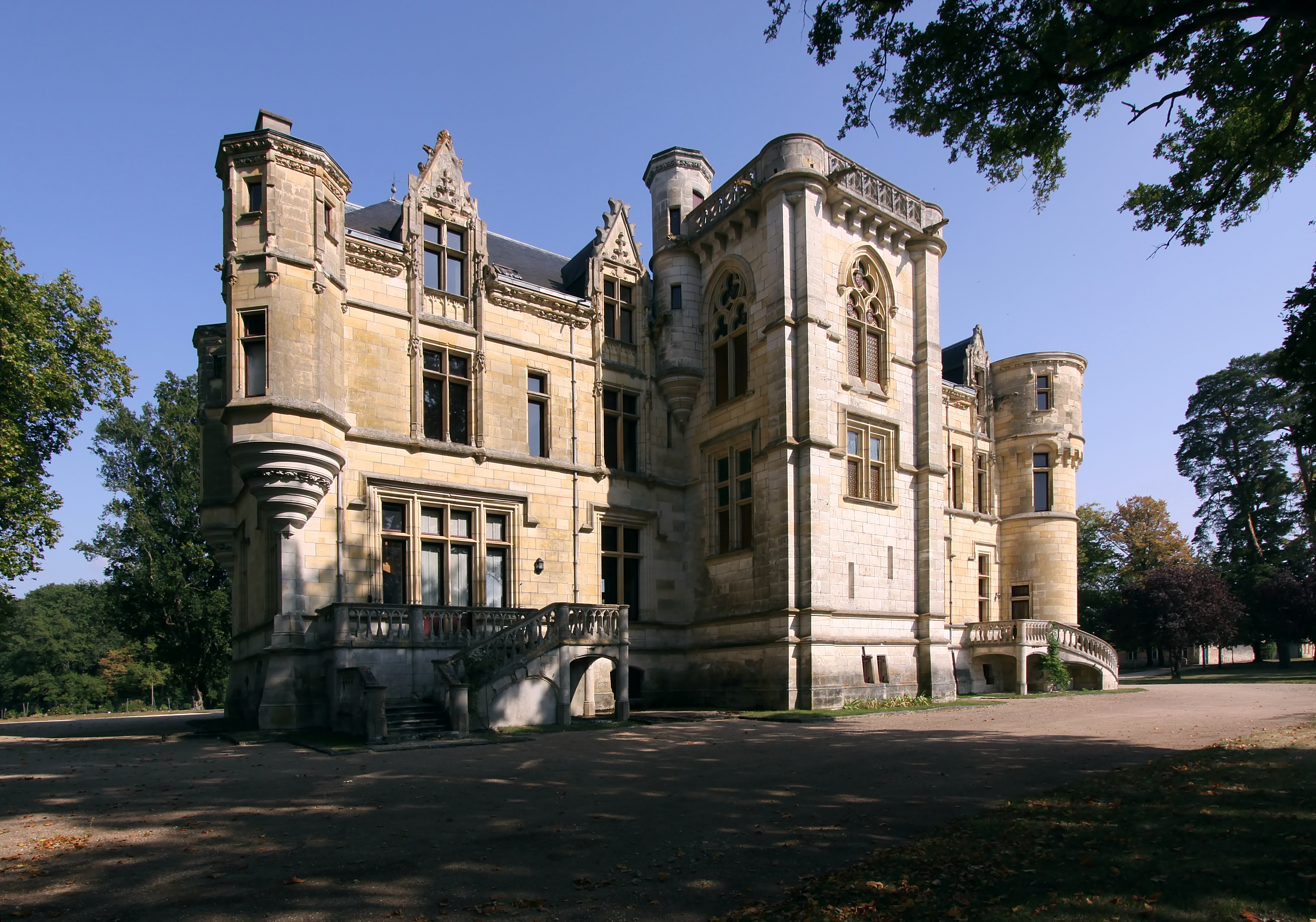
Schloss La Brosse